# Cantó de Dormans
El cantó de Dormans és un cantó francès del departament del Marne, situat al districte d'Épernay. Té 14 municipis i el cap és Dormans.

## Municipis
- Boursault
- Le Breuil
- Champvoisy
- Courthiézy
- Dormans
- Festigny
- Igny-Comblizy
- Leuvrigny
- Mareuil-le-Port
- Nesle-le-Repons
- Œuilly
- Troissy
- Verneuil
- Vincelles

## Història
| Data d'elecció                           | Identitat           | Partit                                             | Qualitat |
| ---------------------------------------- | ------------------- | -------------------------------------------------- | -------- |
| 1945                                     | Charles Jobert      | radical                                            |          |
| 19..-1964                                | M. Bailly           | UNR                                                |          |
| 1964-1982                                | Jacques Charpentier | SFIO, després divers gauche, després divers droite |          |
| 1982-2001                                | Robert Leveaux      | RPR                                                |          |
| 2001-                                    | Christian Bruyen    | Divers droite                                      |          |
| les dades anteriors no són pas conegudes |                     |                                                    |          |
|                                          |                     |                                                    |          |

## Demografia
| A partir de 1990: Població sense dobles comptes |